# Огарков, Всеволод Иванович
Всеволод Иванович Огарков (1926—1987) — советский микробиолог, один из разработчиков биологического оружия, генерал-майор медицинской службы, член-корреспондент АМН СССР (1978), профессор (1965), кандидат (1954), затем доктор медицинских наук (1963). Член ВКП(б) с 1949 года.

## Биография
Родился в Смоленске 2 февраля 1926 года, сын профессора Военно-медицинской академии Огаркова Ивана Фёдоровича (1895—1968).
Окончил Военно-медицинскую академию им. Кирова (1948). Работал в НИИ эпидемиологии и гигиены (г. Киров): младший и старший научный сотрудник, зав. отделом, зам. директора по науке. Затем до 1973 г. — зав. отделом и начальник института Свердловск-19.
В 1973—1979 годах — директор НПО «Биопрепарат».
С 1982 г. заместитель начальника Главного управления микробиологической промышленности СССР (Главмикробиопрома). С 1986 г. директор ВНИИ биотехнологии.
Умер 16 августа 1987 г. после непродолжительной тяжелой болезни. Похоронен в Москве на Кунцевском кладбище (участок 10и).

## Научные труды
- Аэрогенная инфекция / В. И. Огарков, К. Г. Гапочко. — М.: Медицина, 1975. — 232 с.

## Награды
Государственная премия СССР 1987 года — за разработку и промышленное освоение малоотходной технологии производства высококачественных хлебопекарных дрожжей.
Награждён орденами Ленина, Октябрьской Революции, «Знак Почёта» и медалями.